# خورونده
خوروَندِه روستایی از توابع شهرستان رزن استان همدان است که واقع در بخش سردرود می‌باشد. این روستا مرکز دهستان سردرود علیا است. مردمان اولیه ساکن این روستا حدود ۱۵۰ سال پیش با مهاجران کورد زبان از دیار بیجار کردستان مواجه شدند و به آنان در این مکان جای دادند و همه به دلیل وجود چشمه آب، این مکان را مناسب دیدند و از آن زمان نام خورونده را بر آن نهادند. در ابتدا زبان مردم خورونده کردی گروسی بود ولی به مرور به دلیل ترک زبان بودن روستاهای اطراف، اهالی این روستا نیز به استفاده از زبان ترکی آذربایجانی گرایش پیدا کردند. اهالی این روستا ترکی را با گویش خورونده‌ای تکلم می‌کنند. علاوه بر این، تعداد کمی از اهالی سالخورده این روستا هنوز هم به زبان کردی گروسی تسلط دارند.
زبان ترکی آذربایجانی در خورونده بسیار درست زیبا گویشی همانند مردم استان زنجان دارند

## ریشه نام گذاری
نام خورونده از دو بخش «خور» به معنای آبی که از سویی به خشکی داخل شده باشد و محدوده‌ای برکه‌ای ایجاد کند و «وَنده» به معنای گرداب تشکیل شده است. احتمالاً مهاجران اولیه به دلیل وجود چشمه خروشان [امروزه نظرگاه خوانده می شود] که در گذشته برکه پر آبی را در کوهپایه این روستا تشکیل داده بوده این نام را بر روستا نهاده‌اند.  به روایت دیگر نام خورونده که از سه بخش؛ خور به معنای خورشید، ون، به معنای روبرو و ده به معنای روستا میباشد. واین روستادر گذشته به نام روستای  نورآباد یا روستای روبه آفتاب نامیده می شد که امروزه به نام خورونده شناخته می شود.

## جمعیت
براساس سرشماری سال ۱۳۹۵جمعیت آن ۲۰۲۶ نفر (۶۱۱ خانوار) بوده‌است.